# 체왕 랍탄
체왕 랍단(티베트어: ཚེ་དབང་རབ་བརྟན Tsewang Rapten; 중국어: 策妄阿拉布坦; ᠴᠡᠸᠡᠩᠷᠠᠪᠳᠠᠨ, 1643–1727)은 1697년(그의 삼촌이자 라이벌인 갈단 칸이 사망한 후)부터 1727년 사망할 때까지 쵸로스 - 오이라트의 왕공이자 준가르 칸국의 콩타이지였다. 그는 라상 칸(Lha-bzang Khan)의 여동생과 결혼하였다.

## 정치 및 군사 행동
체왕 랍탄은 그의 딸 보이타라크(博託洛克)를 1714년 라상 칸의 장남 단중(丹衷)과 결혼시켰다. 이를 기회로 그는 티베트의 침략에 대비하여 라상 칸의 일부 군대를 해산시킨다.
그는 1715년에 준가르부를 통합했고, 1717년에 300명의 군대를 암도로 보내 7대 달라이 라마를 탈환하고 그를 라싸로 데려와 티베트의 지원을 통합 할 계획을 세웠으며, 그의 형제 체렌 돈두브가 이끄는 6000명의 군대를 보내어, 코슈트로부터 라싸를 빼앗고 라상 칸을 죽였다. 그러나 쿰붐에 주둔하고 있던 청의 병력에 패배하여 달라이 라마를 데려오는 데는 실패했다.
준가르 군대는 라싸와 그 주변을 약탈하고 강간과 학살을 저지르고 다녔으며, 얼마 지나지 않아 티베트인들은 강희제에게 준가르를 몰아내 달라고 호소했다. 준가르의 티베트 점령은 시간이 지남에 따라 유지하기가 더 어려워졌고, 1718년 살윈 강 전투에서 전열이 제대로 정비되지 않은 청의 군대를 물리치는 데 성공했지만, 청의 군대는 1720년 라싸에 대한 두 번째이자 대규모 원정에 성공하였다.
1717년에 단중이 체왕 랍단의 손에 사망한 뒤, 보이타라크는 준가르부의 일파인 호이트부의 타이샤 또는 왕자와 결혼하였고, 그와의 사이에서 낳은 아무르사나(1723-1757)가 준가르 칸국의 칸이 되었으며, 이는 건륭제의 치세와 겹치는 것이었다.

## 같이 보기
- 준가르-청나라 전쟁

## 참고 문헌
- Chao-ying, Fang (1943). 〈Tsewang Araptan〉.   Hummel, Arthur W. Sr. 《ECCP》. 미국 정부 인쇄국.
- Mullin, Glenn H. (2000). 《The Fourteen Dalai Lamas: A Sacred Legacy of Reincarnation》. Clear Light Publishers. ISBN 978-1-57416-092-5.
- Smith, Warren W. (1997). 《Tibetan nation: a history of Tibetan nationalism and Sino-Tibetan relations》. Westview Press. ISBN 978-0-8133-3155-3.

| 체왕 랍탄 House of Choros (the 14th century-1755) 사망: 1727 |             |                  |
| 작위                                                         |             |                  |
| 이전 {{{before}}}                                            | {{{title}}} | 이후 {{{after}}} |